# Восточный Миндоро
Восточный Миндоро (исп. Mindoro Oriental, таг. Silangang Mindoro) — провинция Филиппинской республики, расположенная на острове Миндоро. Административный центр — город Калапан. По республиканскому указу № 505 от 15 ноября 1950 года единая провинция Миндоро была разделена на две, восточную и западную. Население Восточного Миндоро — 785 602 человек (2010). Площадь — 4364,72 км².

## География
С севера берега провинции омываются водами пролива Верде, с востока — проливом Маэстре де
Кампо и проливом Таблас, на юге — проливом Семерара, на западе она граничит с Западным Миндоро.
Муниципалитеты, входящие в провинцию Восточный Миндоро: Пуэрто-Галера, Сан-Теодоро, Бако, Калапан, Наухан, Виктория, Пола, Сокорро, Пинамалайян, Глория, Бансуд, Богабонг, Рохас, Мандалай, Булакао.
На территории провинции находится (небольшой частью) крупнейший национальный парк страны — Маунтс-Иглит — Бако; и пятое по площади озеро страны — Наухан.

## История
Название Миндоро (сокращение от исп. Мина де Оро, золотая шахта) дано было испанскими конкистадорами, которые в этом месте поддерживали контакты с китайскими коммерсантами. Те везли сюда изделия из золота, серебра и фарфора. Первоначально эта провинция была частью провинции Батангас с центром в Пуэрто-Галера, а впоследствии была переименована и разделена. Как показывают археологические находки, ещё до прихода испанцев территория острова посещалась не только китайцами, но и малайцами, арабами, индийцами, индонезийцами. Древнейшими же поселенцами острова, очевидно были пришельцы с острова Борнео (Калимантан).

## Население
Миндорцы — народ экспансивный, доброжелательный. Гостей они встречают с улыбкой и радушием, характерными для Филиппин вообще. В провинции проживают народы семи этнических групп. Основным языком, распространенным на всей территории, является тагальский, но
употребляются также языки висайя(бисайя), илокано и английский. Провинция имеет аграрный характер экономии. 70 % населения занято сельским хозяйством и рыболовством.

## Административное деление
В административном отношении провинция подразделяется на 14 муниципалитетов и 1 города:

### Город
- Калапан

### Муниципалитеты
- Бако (Baco)
- Бансуд (Bansud)
- Бонгабонг (Bongabong)
- Булалакао (Bulalacao)
- Глория (Gloria)
- Мансалай (Mansalay)
- Наухан (Naujan)
- Пинамалайан (Pinamalayan)
- Пола (Pola)
- Пуэрто-Галера (Puerto Galera)
- Рохас (Roxas)
- Сан-Теодоро (San Teodoro)
- Сокорро (Socorro)
- Виктория (Victoria)